# Виній Врх (Брежице)
Виній Врх (словен. Vinji Vrh) — поселення в общині Брежиці, Споднєпосавський регіон, Словенія. Висота над рівнем моря: 296,3 м.